# Москалевський сільський округ
Москале́вський сільський округ (каз. Москалев ауылдық округі, рос. Москалевский сельский округ) — адміністративна одиниця у складі Аулієкольського району Костанайської області Казахстану. Адміністративний центр — село Москалевка.
Населення — 622 особи (2021; 1030 у 2009, 1756 у 1999, 2701 у 1989).
Станом на 1989 рік існувала Москалевська сільська рада (село Москалевка, селища Валентиновка, Жалтирколь). Село Валентиновка ліквідовано 2009 року.

## Склад
До складу округу входять такі населені пункти:
| Населений пункт    | Старі назви | Населення, осіб (1989) | Населення, осіб (1999) | Населення, осіб (2009) | Населення, осіб (2021) |
| ------------------ | ----------- | ---------------------- | ---------------------- | ---------------------- | ---------------------- |
| Валентиновка, село | -           | 366                    | 109                    | -                      | -                      |
| Жалтирколь, село   | -           | 309                    | 288                    | 205                    | 39                     |
| Москалевка, село   | -           | 2026                   | 1359                   | 825                    | 583                    |